# Mario Boyé
Mario Emilio Heriberto Boyé Auterio (30. juli 1922 - 21. juli 1992) var en argentinsk fodboldspiller (Wing/angriber).
På klubplan spillede Boyé for Boca Juniors, Racing Club og Huracán i hjemlandet, Genoa i Italien samt for Millonarios i Colombia. Han vandt to argentinske mesterskaber med både Boca og Racing.
Boyé spillede desuden 17 kampe og scorede syv mål for det argentinske landshold. Han var med til at vinde guld ved de sydamerikanske mesterskaber i både 1945, 1946 og 1947.

## Titler
Primera División Argentina
- 1943 og 1944 med Boca Juniors
- 1950 og 1951 med Racing Club

Sydamerikansk mesterskab
- 1945, 1946 og 1947 med Argentina